# فرزند مریم
فرزند مریم (به آلمانی: Marienkind) یک افسانه آلمانی است که توسط برادران گریم در کتاب قصه‌های برادران گریم در سال ۱۸۱۲ گردآوری شده است. این داستان در دسته‌بندی آرنه–تامپسون–اوتر از نوع ۷۱۰ است.
این داستان توسط برادران گریم در اولین جلد قصه‌های برادران گریم در سال ۱۸۱۲ منتشر شد و در نسخه‌های متوالی فقط اندکی تغییر کرده است.
در نسخه‌های دیگر این داستان، طرح داستان ثابت است، اما مضامین مذهبی داستان کم‌اهمیت می‌شوند و مریم باکره و دیگر شخصیت‌های مسیحی داستان جای خود را به پری می‌دهند.
برادران گریم به شباهت داستان به افسانه ایتالیایی دختری با چهره بز و افسانه نروژی لیسی و مادرخوانده‌اش اشاره کردند.

## داستان
یک هیزم‌شکن فقیر و همسرش یک دختر سه ساله داشتند که نمی‌توانستند به او غذا بدهند. مریم باکره به هیزم شکن ظاهر شد و قول داد که از کودک مراقبت کند، بنابراین آنها کودک را به او دادند. او با خوشحالی در بهشت بزرگ شد. یک روز مریم باکره مجبور شد به سفر برود و کلیدهایی را به دختر داد و به او گفت که می‌تواند دوازده در را باز کند اما در سیزدهم را نه. او دوازده در اول را باز کرد و رسولان را پشت سر آنها یافت. سپس در سیزدهم را باز کرد. پشت آن تثلیث بود و انگشتش با طلا آغشته شده بود. او سعی کرد آن را پنهان کند و سه بار دروغ گفت و مریم باکره گفت که دیگر نمی‌تواند به خاطر نافرمانی و دروغگویی خود باقی بماند.
او به خواب رفت و از خواب بیدار شد و خود را در یک جنگل یافت. او با زاری از بدبختی خود، در درختی توخالی زندگی می‌کرد، از گیاهان وحشی می‌خورد و تمام لباس‌های خود را پاره می‌کرد تا اینکه برهنه شد. یک روز پادشاهی او را زیبا اما ناتوان در گفتار یافت. او را به خانه برد و با او ازدواج کرد.
یک سال بعد صاحب یک پسر شد. مریم باکره ظاهر شد و از او خواست که اعتراف کند که در را باز کرده است. او دوباره دروغ گفت، باکره پسرش را گرفت و مردم زمزمه کردند که او کودک را کشته و خورده است. سالی دیگر صاحب پسری شد و مثل قبل رفت. سال سوم او صاحب یک دختر شد و مریم باکره او را به بهشت برد و پسرانش را به او نشان داد، اما او اعتراف نکرد. این بار شاه نتوانست اعضای شورای خود را مهار کند و ملکه به اعدام محکوم شد. هنگامی که او را به چوب آوردند، او پشیمان شد و آرزو کرد کاش می‌توانست قبل از مرگ اعتراف کند. مریم باکره فرزندانش را بازگرداند، قدرت تکلم را به او بازگرداند و بقیه عمر را به او شادی بخشید.